# Microdon apicalis
Microdon apicalis är en tvåvingeart som beskrevs av Walker 1858. Microdon apicalis ingår i släktet myrblomflugor, och familjen blomflugor. Inga underarter finns listade i Catalogue of Life.